# Crytek UK
Crytek UK, anteriormente conocida como Free Radical Design, es una empresa desarrolladora de videojuegos,  con base en Nottingham, Inglaterra. La empresa es conocida por la saga de videojuegos TimeSplitters, adquiriendo cierta relevancia como desarrolladora de juegos de acción en primera persona.
El 18 de diciembre de 2008 fue publicado que la empresa cerraba sus puertas, aunque posteriormente fue confirmado que la compañía iba a realizar despidos, quedando solamente 40 de la plantilla de 185 empleados que tenía.
El 3 de febrero de 2009 Rob Yescombe, guionista de Haze, confirmó que Free Radical Design había sido comprada por la desarrolladora alemana Crytek.
Algunos miembros clave de Crytek se separaron para formar Pumpkin Beach.

## Historia
Inicialmente, la mayoría de los empleados de FRD trabajaron para la desarrolladora de videojuegos Rare. Aún en Rare, el futuro equipo de Free Radical —consistente en el líder del equipo David Doak, Steve Ellis, Karl Hilton, Graeme Norgate y Lee Ray— trabajó en los títulos de Nintendo 64 GoldenEye 007 y Perfect Dark. A finales de 1998 y principios de 1999 este equipo abandonó Rare para formar su propia compañía. En abril de 1999 Free Radical Design ya estaba en funcionamiento, siendo su primer lanzamiento TimeSplitters para PlayStation 2 en 2000. TimeSplitters causó mucha expectación en esa época, debido a que en gran parte de la cobertura que se hizo del juego se remarcó que fue desarrollado por antiguos empleados de Rare que habían trabajado en el juego de acción en primera persona GoldenEye 007, que había recibido muy buenas críticas.
TimeSplitters 2 fue lanzado en 2002, y se convirtió en el juego de disparos en primera persona mejor puntuado de PlayStation 2.
El 4 de febrero de 2009, Free Radical Design fue adquirida por la desarrolladora de videojuegos alemana Crytek después de tener grandes problemas financieros. El estudio será integrado en la red de Crytek.

## Trabajos

### Publicados
- TimeSplitters (2000) para PlayStation 2.
- TimeSplitters 2 (2002) para PlayStation 2, GameCube y Xbox.
- Second Sight (2004) para PlayStation 2, GameCube, Xbox y Windows
- TimeSplitters: Future Perfect (2005) para PlayStation 2, GameCube y Xbox.
- Haze[9] (2008) para PlayStation 3

### En desarrollo
- TimeSplitters 4 - Según la página web de Free Radical Design, una cuarta parte de TimeSplitters se encuentra en desarrollo.[10]

### Cancelados
- Star Wars: Battlefront 3 - Después de tener el juego casi acabado, LucasArt terminó por Cancelarlo por supuestas Razones Financieras. Se iba a estrenar para las videoconsolas de séptima generación: Wii, Xbox 360, PlayStation 3 y PC.[11]